# Liga Uno de Escocia
La Liga Uno de Escocia, llamada Cinch League One por razones de patrocinio, es la tercera división del fútbol en Escocia establecida en julio de 2013.

## Formato
La liga está conformada por 10 equipos, los cuales se enfrentan todos contra todos a cuatro vueltas, con lo que juegan 36 partidos. El campeón obtiene el ascenso al Campeonato de Escocia y el que quede en último lugar desciende a la Liga Dos de Escocia. Los que terminan en segundo, tercero y cuarto lugar juegan un playoff con el noveno lugar el Campeonato de Escocia ara definir quien juega en la segunda categoría para la siguiente temporada.

## Equipos 2023/24
| Club                | Ciudad    | Estadio            | Capacidad |
| ------------------- | --------- | ------------------ | --------- |
| Alloa Athletic      | Alloa     | Recreation Park    | 3.100     |
| Annan Athletic      | Annan     | Galabank           | 2.504     |
| Cove Rangers        | Cove Bay  | Balmoral Stadium   | 2.600     |
| Edinburgh City      | Edimburgo | Meadowbank Stadium | 1.320     |
| Falkirk             | Falkirk   | Falkirk Stadium    | 7.900     |
| Hamilton Academical | Hamilton  | New Douglas Park   | 6.070     |
| Kelty Hearts        | Kelty     | New Central Park   | 2.181     |
| Montrose FC         | Montrose  | Links Park         | 4.686     |
| Queen of the South  | Dumfries  | Palmerston Park    | 8.690     |
| Stirling Albion     | Stirling  | Forthbank Stadium  | 3.808     |

## Ediciones anteriores
| Temporada | Campeón              | Subcampeón           | Goleador                                                                | Goleador |
| Temporada | Campeón              | Subcampeón           | Nombre                                                                  | Goles    |
| --------- | -------------------- | -------------------- | ----------------------------------------------------------------------- | -------- |
| 2013–14   | Rangers              | Dunfermline Athletic | Michael Moffat (Ayr United)                                             | 26       |
| 2014–15   | Greenock Morton      | Stranraer            | Declan McManus (Greenock Morton)                                        | 20       |
| 2015–16   | Dunfermline Athletic | Ayr United           | Faissal El Bakhtaoui (Dunfermline Athletic) Rory McAllister (Peterhead) | 22       |
| 2016-17   | Livingston           | Alloa Athletic       | Andy Ryan (Airdreonians)                                                | 23       |
| 2017-18   | Ayr United           | Raith Rovers         | Lawrence Shankland (Ayr United)                                         | 26       |
| 2018-19   | Arbroath             | Forfar Athletic      | Kevin Nisbet (Raith Rovers)                                             | 30       |
| 2019-20   | Raith Rovers         | Falkirk              | David Goodwillie (Clyde)                                                | 20       |
| 2020–21   | Partick Thistle      | Airdrieonians        | Mitch Megginson (Cove Rangers)                                          | 14       |
| 2021–22   | Cove Rangers         | Airdrieonians        | Mitch Megginson (Cove Rangers)                                          | 18       |
| 2022–23   | Dunfermline Athletic | Falkirk              | Calum Gallagher (Airdrieonians) Ruari Paton (Queen of the South)        | 22       |